# Кухиласлампи
Ку́хиласла́мпи (фин. Kuhilaslampi) — озеро на территории Кааламского сельского поселения Сортавальского района Республики Карелия.

## Общие сведения
Площадь озера — 0,6 км². Располагается на высоте 64,8 метров над уровнем моря.
Форма озера округлая. Берега каменисто-песчаные, местами заболоченные.
Через озеро протекает ручей Киекуанйоки, впадающий в озеро Янисъярви, с которым Кухиласлампи соединён узкой короткой протокой.
Населённые пункты возле озера отсутствуют. Ближайший — посёлок Пуйккола — расположен в 10 км к западу от озера.
Название озера переводится с финского языка как «ламбина со скирдами».
Код объекта в государственном водном реестре — 01040300211102000013407.